# Tawuia
Tawuia é um fóssil the proporções milimétricas, provavelmente um organismo multicelular em forma de disco, datado da era Neoproterozóica. É muito possivelmente um sinônimo de Chuaria e Longfengshania, que, por sua vez, representam diferentes fases da vida do mesmo organismo.